# ケロッグ経営大学院
ケロッグ経営大学院（ケロッグけいえいだいがくいん、英語：Kellogg School of Management、略称Kellogg）は、ノースウェスタン大学の経営大学院。1908年創立。
ハーバード・ビジネス・スクール、スタンフォード大学経営大学院、ペンシルベニア大学ウォートン・スクール、シカゴ大学ブース・スクール・オブ・ビジネスなどと共に世界的に最高評価を受けているビジネススクール。ビジネスウィークのランキングでは1位獲得回数が最も多い。M7の参加校。
特に国際的に著名なフィリップ・コトラー（Phillip Kotler）教授を始めとしたマーケティング分野（MBAプログラム）に強みを持ち、起業家精神に満ちた校風である。

## 沿革
1908年、ノースウェスタン大学商学部として設立された。同校は全米大学経営学会（American Assembly of Collegiate Schools of Business）の創立メンバー16校のうちの1つであった。そのような位置付けから、同校は経営大学院入試において課される標準テストであるGMATの開発に携わるなど大きな役割を果たした。
1950年代、ケロッグはエグゼグティブMBAコースを開講した。スイスのバーゲンストック（Bürgenstock）に分校を設け、やがてエバンストンの本校でもエグゼグティブMBAプログラムを開始した。1956年、同校はそれまでの「商学部」から「経営学部」へと名を改めた。
一方、大学院は1969年に「経営管理大学院」（Graduate School of Business Administration）から「経営大学院」（Graduate School of Management）へと改称した。そしてそれまでの企業中心から、公共団体や非営利団体などさまざまな形態の団体でのマネジメントを志す学生にターゲットを広げた。翌1970年には大学院の課程に注力するため、ノースウェスタン大学は「経営学部」を廃して大学院に一本化した。
1979年、経営大学院の名称は「J・L・ケロッグ経営大学院」（J.L. Kellogg Graduate School of Management）に改められた。これは同年ノースウェスタン大学が、コーンフレークで成功したケロッグ創業者の息子であり、同社の元社長だったジョン・ケロッグ（1950年に死去）の基金から1000万ドル（当時）の寄付を得たことによる。
2001年には名称が短縮され、現在の「ケロッグ経営大学院」（Kellogg School of Management）となった。
2008年、創立100周年を迎える。

## プログラムと文化
ケロッグ経営大学院はフルタイムMBA、エグゼクティブMBA、パートタイムMBAのプログラムを開講している。フルタイムMBAには伝統的な2年間のプログラムと、1年間の特急プログラムがあるほか、工学大学院デザイン研究所とのデュアルディグリープログラムであるMMMプログラム（MBA+MS in Design Innovation)や、法科大学院とのジョイントプログラムであるJD-MBAプログラムもある。また、PhDプログラム（博士課程）もある。
いずれのプログラムにおいても、チームワークとリーダーシップが重視される。授業はもとより課外においても、ケロッグ経営大学院の学生にはノースウェスタン大学のオペレーショナル・モデルであることが求められ、同大学主催の各種行事に至るまで、学生主体で組織、運営されている。
そのため入試もチームワークやリーダーシップを重視したものとなる。学部での成績、GMATの点数、職務経験に加え、入学希望者全員に面接を課し、リーダーシップやケロッグへの「適性」を見る。協力（cooperation）と競争（competiton）をかけあわせた造語であるco-opetitionをモットーとし、チームプレイヤーであると同時に個人でも高い成果を出すことを求める同校の校風への合致を入試の段階で既に重視しているのである。

## キャンパスと施設
ケロッグのMBAプログラムのうち、フルタイムMBAとエグゼグティブMBAはミシガン湖に面するエバンストンのメインキャンパスで行なわれている。これに対し、パートタイムMBAはシカゴのダウンタウンキャンパスで開講されている。2006年、ケロッグはマイアミにエグゼグティブMBAプログラムを開設した。これは中南米のビジネスパーソンをターゲットにしたものである。ここで学ぶ中南米のビジネスパーソンは週末にマイアミ国際空港へ航空機で飛びコースを受講する。

## 修了生

### 日本に関わりのある修了者
- 浦道雄（1963）：昭和アステック社長
- 桐渕利博(1964）：前ヤフー監査役
- 青木昭明（1969）：元ソニー専務、元ソニー米国法人社長
- 古瀬洋一郎（1970）：元三洋電機副社長&CFO
- 三原淳雄（1970）：経済評論家
- 小椋佳（1971）：シンガーソングライター、元第一勧業銀行本店財務サービス部長　（本名：神田紘爾）
- 吉田忠裕（1972）：YKK会長
- 寺西正司（1973）：元UFJ銀行頭取、元全国銀行協会会長
- 中牟田健一（1973）：前岩田屋社長
- 内藤晴夫（1974）：エーザイ社長
- 奥村昭博(1975)：経営学者、慶應ビジネススクール教授
- 梅津祐良（1975）：早稲田ビジネススクール教授
- 柴田光廣（1976）：元ディズニーストアジャパン代表、元ロロ・ピアーナジャパン社長
- 稲葉良睍（1976）：Executive Chairman,Toyota Motor Sales, U.S.A., Inc.、元トヨタ自動車副社長
- 松木伸男（1977）：元MKSパートナーズ社長、元福助会長、元東京工業大学特任教授
- 田中滋（1977）：慶應ビジネススクール教授
- 牧野信夫（1978）：ハリマ化成専務
- 塚田實（1978）：日立製作所 執行役専務
- 川島隆明（1979）：カレイド・ホールディングス代表
- 藤巻健史（1980）：参議院議員、元モルガン銀行日本代表・東京支店長
- ダニエル・セイヤー（1981）：日本コカコーラ社長
- トーマス・モンタグ（1982）：元ゴールドマンサックス東京代表
- 丸山康幸（1986）：元フェニックスリゾート社長兼CEO
- 渡辺美衡（1987）：元産業再生機構執行役員 マネージングダイレクター、カゴメ 戦略担当役員
- 今井俊哉（1988）：元日本SAP上席副社長、ブーズ・アンド・カンパニー東京代表
- 岡本三成（1988）：衆議院議員、元外務大臣政務官、元ゴールドマン・サックス証券執行役員
- 星野朝子（1988）：元日産自動車副社長
- 鳥山正博（1988）：立命館大学 経営大学院 経営管理研究科 教授
- 渡部卓（1988）：帝京平成大学/大学院 教授  早稲田大学/非常勤講師  (株) ライフバランスマネジメント研究所代表
- 竹下誠二郎 (1989)：静岡県立大学 経営情報学部 教授・学部長
- 倉田進（1989）：ワイス社長
- 松井孝治（1990）：参議院議員（民主党）
- 松井彰彦（1990）：経済学者、東京大学大学院経済学研究科教授
- 石井靖幸（1991）：ハーゲンダッツジャパン社長、内閣府政策参与
- 大里真理子（1992）：アークコミュニケーションズ社長
- 片桐隆夫（1992）：元日産自動車副社長
- 鳥越慎二（1993）：アドバンテッジリスクマネジメント社長
- 岸本義之（1993）：ブーズ・アンド・カンパニー ディレクター、エーザイ取締役、スクロール取締役
- 前田正子（1994）：横浜市国際交流協会理事長、元横浜市副市長
- 川上潤（1994）：GEヘルスケア・ジャパンCEO
- 岡崎志朗 (1994) ：東京酸素窒素株式会社　代表取締役社長
- 有吉昌康（1995）：PTP創業社長
- 髙科淳（1995）：元内閣官房内閣審議官、2025年日本国際博覧会協会副事務総長
- 水野弘道（1995）：国連特使、元年金積立金管理運用独立行政法人最高投資責任者、テスラ取締役
- 中塚晃章（1996）：アルテミラ・ホールディングス社長、元ジヤトコ株式会社社長
- 若月雄一郎（1996）：メリルリンチ日本証券投資銀行部門マネージングダイレクター
- 尾崎正弘（1996）：米国PwC Strategy&パートナー、元PRTMマネジメントコンサルタンツ日本代表
- 十河哲也（1996）：元NTN株式会社執行役CFO(最高財務責任者)
- 川鍋一朗（1997）：日本交通社長
- 加治慶光（1997）：東京2020オリンピック・パラリンピック招致委員会　エグゼクティブディレクター
- 苅田修（1997）：ボストン・コンサルティング・グループ シニア・パートナー・アンド・マネージング・ディレクター
- 國分晃（1998）：国分副社長
- 平井研司（1998）：SBIホールディングス CFO
- 伊佐治岳生（1998）：元アドバンテッジ・リソーシング CEO、ベタープレイス・ジャパン 上席副社長
- 水留浩一（1998）：スシローグローバルホールディングス代表取締役社長CEO、元ワールド (企業)常務執行役員、元日本航空取締役副社長、元企業再生支援機構常務、元ローランド・ベルガー 日本代表
- 中原徹三  (1999)  : マイクロソフト執行役員
- 田村誠一（2000）：JVCケンウッド取締役兼執行役員CSO、元企業再生支援機構マネージング・ディレクター、元アクセンチュアエグゼクティブ・パートナー
- 室田博夫（2000）：サーモフィッシャーサイエンティフィック社長
- 北條元宏（2003）：マッキンゼーアンドカンパニー関西オフィス共同代表パートナー、元ATカーニープリンシパル、元コクヨ株式会社戦略担当執行役員
- 榎本一郎（2003）：福岡地所常務
- 安永暁俊（2005）：安永 (自動車部品)社長
- 岩田林平 （2005）：クックパッド株式会社代表執行役
- 上原茂（2006）：大正製薬社長
- 高橋英伸（2006）：Zmag America, Ltd President
- 小林大祐（2007）：GREE、元リクルート、フリーペーパー「R25」発起人
- 大熊将人（2008）：デジタルガレージ取締役 兼 専務執行役員CSO
- 鈴木慶太（2009）：Kaien創業社長、NPO法人東京自閉症協会役員
- 鎌田武雄（2009）：鎌田醤油社長
- 田村篤司（2009）：楽天モバイルCOO、楽天インサイトCEO
- 大井悠紀（2010）：西村あさひ法律事務所、パートナー)
- 小田原浩（2011）：マッキンゼーアンドカンパニー　シニアパートナー

## 学術提携機関
- 一橋大学大学院経営管理研究科
- タイ国立チュラーロンコーン大学サシン経営大学院